# 顺德学院站 (地铁)
顺德学院站是佛山地铁3号线的车站，位于中国广东省佛山市顺德区大良街道龙盘北路与规划路交叉口路中。本站现时是3号线南端临时终点站，目前亦為佛山市位處最东和最南的地鐵站。
本站與位於东南角的逢沙停车场接轨。

## 车站结构
本站为一座地下两层的车站，全长388米。

### 车站楼层
| 地下一层 | 站厅     | 售票机、客服中心、商店、警务室、安检设施  |  |  |
| 地下二层 | 1 站台   | █3号线 中山公园方向（下站：顺德欢乐海岸） |  |  |
|          | 岛式站台 |                                           |  |  |
|          | 2 站台   | █3号线 终点站台                           |  |  |

### 站台
本站设有一个岛式站台。此外，本站东端设有两条往返逢沙停车场的出入场线，用于顺德港站开通前所有列车进行折返。

### 出入口
本站开通时设A、C出入口，未来还将新增B、D两个出入口。
|                                           |                                                       |      |          |                                                            |
| 編號                                      | 设施                                                  | 图像 | 出口指示 | 建議前往的目的地                                           |
| A                                         | 盲道标志 · 无障碍通道标志 · 升降机标志 · 扶手电梯标志 |      | 龙盘北路 | 南国东路、广珠城际顺德学院站、顺德学院地铁站公交站（东行） |
| C                                         | 盲道标志 · 无障碍通道标志 · 升降机标志 · 扶手电梯标志 |      | 龙盘北路 | 逢沙大道、顺德学院地铁站公交站（西行）                     |
| 註： 設有 \| 設有 \| 設有 \| 設有扶手電梯 |                                                       |      |          |                                                            |

## 接驳交通
| 城际铁路（顺德学院站） - 广珠城际（惟相距较远，非直接接驳） 巴士（顺德学院地铁站） \| 编号 \| 编号 \| 线路 \| 线路 \| 线路 \| 收费 \| 备注 \| \| ---- \| ---- \| ------------------ \| ---- \| ------------------ \| ---- \| ---------------------------------------------------------- \| \| \| 918A \| 华侨城欢乐海岸PLUS \| ↻ \| 华侨城欢乐海岸PLUS \| 2元 \| 经科龙配件厂、新桂南广源路口、购书中心、顺峰中学、逢沙新区 \| \| \| 918B \| 华侨城欢乐海岸PLUS \| ↺ \| 华侨城欢乐海岸PLUS \| 2元 \| \| |      |                    |      |                    |      |                                                            |
| 编号 | 编号 | 线路               | 线路 | 线路               | 收费 | 备注                                                       |
| | 918A | 华侨城欢乐海岸PLUS | ↻    | 华侨城欢乐海岸PLUS | 2元  | 经科龙配件厂、新桂南广源路口、购书中心、顺峰中学、逢沙新区 |
| | 918B | 华侨城欢乐海岸PLUS | ↺    | 华侨城欢乐海岸PLUS | 2元  |                                                            |

## 历史
3号线于2012年获批时并未设置本站。2015年，3号线更改规划走向，当中增设本站以接驳广珠城际铁路，并命名为顺德学院。相关调整方案于2019年3月获广东省发改委批复同意。2022年，车站一度更名为顺德，后因该名称易与相距超过7公里的同名城际铁路车站混淆，故随后在3号线开通前再次调整为顺德学院站。
2020年10月21日，本站一期主体结构封顶。2022年7月31日，本站通过工程验收。
2022年12月28日，本站随3号线开通而启用。

## 未来发展
待未来后通段开通后，3号线的服务范围将向南延伸至顺德港站，本站届时变为3号线的中途站，2号站台亦会改为供顺德港方向使用。
未來广州地铁26号线也會經過本站，成為换乘站。